# Elastază

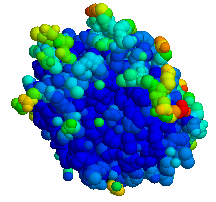
Structura moleculară

Elastaza este o enzime din clasa hidrolazelor (mai exact, o  protează) care intervine în procesul de digestie a proteinelor, inducând desfacerea catenelor polipeptidice la aminoacizi mai mici. Este un exemplu de serin protează.